# Coda (poética)
Coda num poema, de forma fixa ou não, é uma estrofe final, que arremata o assunto, algumas vezes fugindo do tema central. Nas artes, o termo coda aparece, sempre com um significado semelhante, como a coda na música, coda na gramática, coda no ballet.. Na arte poética, define-se como coda a uma estrofe final do poema, como no caso marcante da sextina, cujo terceto final tem essa denominação.
O termo se origina no Latim coda, ae, que significa cauda, através do italiano coda, com mesmo significado.